# Claus Ferdinand Eisenberger
Claus Ferdinand Eisenberger (* 31. Januar 1969 in München) ist ein deutscher Facharzt für Allgemeine Chirurgie-, Viszeral- und Thoraxchirurgie. Er ist Universitätsprofessor an der Heinrich-Heine-Universität Düsseldorf und Chefarzt der Chirurgie im städtischen Krankenhaus Holweide. Eisenberger ist bekannt für seine klinischen Arbeiten auf den Gebieten Viszeralmedizin, endokrine Chirurgie, onkologische Chirurgie und hepatobilliäre Chirurgie der Leber und des Pankreas. Claus F. Eisenberger ist der Sohn des Urologen Ferdinand Eisenberger.

## Leben
Eisenberger studierte Humanmedizin an der Eberhard-Karls-Universität Tübingen und erhielt 1995 seine Approbation als Arzt. Von 1995 bis 2003 war er am Universitätsklinikum Hamburg-Eppendorf tätig, zunächst als Arzt im Praktikum, dann als wissenschaftlicher Mitarbeiter und Assistenzarzt. 1997 absolvierte er einen einjährigen Forschungsaufenthalt am Johns Hopkins Hospital in den USA. 2002 wurde Eisenberger als Facharzt für Chirurgie anerkannt und habilitierte sich ein Jahr später an der Universität Hamburg zum Thema Untersuchungen zu Diagnostik und Staging solider maligner Tumoren mittels Mikrosatelliten-Analyse. 2003 wechselte er nach Düsseldorf, wo er zunächst als Oberarzt, dann als leitender Oberarzt an der Klinik für Allgemein-, Viszeral- und Kinderchirurgie des Universitätsklinikums Düsseldorf arbeitete. 2004 erfolgte die Anerkennung als Facharzt für Viszeralchirurgie und 2009 als Facharzt für Thoraxchirurgie. 2009 ernannte die Heinrich-Heine-Universität Düsseldorf Eisenberger zum außerplanmäßigen Professor. Ebenfalls 2009 wurde er stellvertretenden Direktor der Klinik für Allgemein-, Viszeral- und Kinderchirurgie. Seit 2011 ist Eisenberger Chefarzt der Chirurgie im städtischen Krankenhaus Holweide.

## Wissenschaftlicher Beitrag
Die wissenschaftliche Tätigkeit von Eisenberger begann mit der Doktorarbeit auf dem Gebiet der Transplantationschirurgie mit dem Titel „Simulation von Organkonservierungs- und Reperfusions-bedingungen im Leberzell-Kulturmodell: Beeinflussung der Expression von Histokompatibilitäts-Antigenen“.
Neben seiner klinischen Tätigkeit beschäftigte er sich hauptsächlich auf dem Gebiet der onkologischen Forschung. Im Vordergrund stand die Anzucht von Zellkulturen, die aus mikrometastatischen Tumorzellen solider Tumoren angezüchtet wurden. Er führte Studien zur Lebensqualität von Patienten mit chronisch entzündlichen Darmerkrankungen und zur Therapie von chronischer Pankreatitis durch.
Im Rahmen seiner Forschungstätigkeit mit der Arbeitsgruppe in Hamburg sammelte Eisenberger umfangreiche Erfahrungen in der experimentellen Sepsistherapie. Im Zuge eines Forschungsstipendiums der DFG am Johns Hopkins Hospital in Baltimore USA erforschte Eisenberger die Mikrodisseminierung maligner Tumoren durch Mikro-Satelliten-Analyse im Serum bei Patienten mit malignen Tumoren. Diese Forschung konnte er entsprechend in weiteren Stipendien der DFG und der Werner-Otto-Stiftung in Hamburg fortführen. Nach seiner Habilitation im Jahre 2003 widmete sich Eisenberger weiteren ausgedehnten klinischen Fragestellungen, insbesondere in der endokrinen Arbeitsgruppe am Universitätsklinikum Düsseldorf mit Arbeiten zum Staging und Outcome neuroendokriner Tumoren.
Außerdem forschte er zu dem Einsatz von NOTES Verfahren in der Chirurgie sowie zum Verfahren der Leberresektion und Leberregeneration.
In seiner klinischen Tätigkeit war Eisenberger verantwortlicher Operateur des Darmzentrum und des Pankreaszentrum an der Uniklinik Düsseldorf. An den Kliniken der Stadt Köln leitet er das Onkologische Zentrum, das Darmzentrum sowie das Kompetenzzentrum für Schilddrüsen und Nebenschilddrüsenchirurgie.

## Mitgliedschaften in wissenschaftlichen Vereinigungen (Auswahl)
Eisenberger ist Mitglied in zahlreichen wissenschaftlichen Vereinigungen. Darunter zählen: Deutsche Gesellschaft für Chirurgie, Deutsche Gesellschaft für Allgemein- und Viszeralchirurgie, Deutsche Gesellschaft für Thoraxchirurgie, Deutsche Krebsgesellschaft (Senior Darmoperateur) und die Endourological Society. Er ist außerdem Mitglied des Editorial Boards der wissenschaftlichen Fachzeitschriften SRN Surgery und Langenbeck’s Archives of Surgery.

## Publikationen
- Publikationsliste PubMed